# Oxytropis charkeviczii
Oxytropis charkeviczii är en ärtväxtart som beskrevs av Vyschin. Oxytropis charkeviczii ingår i släktet klovedlar, och familjen ärtväxter. Inga underarter finns listade i Catalogue of Life.